# KC and the Sunshine Band
KC and the Sunshine Band — американський музичний гурт, утворений 1973 року у Маямі Харрі Вейном «Кей Сі» Кейсі (Harry Wayne «KC» Casey), 31.01.1951, Хайлеа, Флорида, США — вокал, клавішні та Річардом Фінчем (Richard Finch), 25.01.1954, Індіанаполіс, Індіана, США — бас.
Працюючи для маямської фірми «ТК», учасники дуету писали, аранжували та продюсували власні твори як для себе, так і для вокаліста Джорджа Маккрейя. До другої половини сімдесятих років The Sunshine Band стали одним з комерційно найуспішніших гуртів початку ери диско, маючи у своєму доробку хіт «Queen Of The Clubs» (1974 року він був у британському Тор 10) та три твори номер один у США: «Get Down Tonight», «That's The Way (I Like It)» (обидва 1975 року) і «(Shake, Shake, Shake) Shake Your Body» (1976 року), у яких знайшла свій відбиток танцювальна різновидність фанку. Проте цей стиль гурт розвинув майже до меж пародії у творах «I'm Your Boogie Man» (перше місце у США 1977 року) та «Boogie Shoes» (1978 року), але записана 1979 року витончена балада «Please Don't Go» не тільки покінчила з цими малооригінальними пошуками, а й стала великим хітом по обидва боки Атлантики. Того ж року КС записав у дуеті з Тері Де Саріо твір «Yes, I'm Ready», який видала фірма «Casablanca» і який піднявся до другого місця в американському чарті.
Попри те, що під час виступів The Sunshine Band на сцені з'являлось майже до дванадцяти музикантів, до базового складу формації входили: Джером Сміт (Jerome Smith), 18.06.1953, Хайлеа, Флорида, США — гітара; Роберт Джонсон (Robert Johnson), 21.03.1953, Маямі, Флорида, США — ударні, а також Вейн та Фінч.
1980 року після розпаду фірми «ТК» група перебралася до «CBS/Epic». Однак великі плани, які музиканти збирались реалізувати на новій фірмі, на деякий час втратили свою реальність, коли у січні 1982 року Кейсі після автокатастрофи кілька місяців був паралізований. Проте наступного року доля знову посміхнулася гурту, коли їхня пісня «Give It Up» злетіла на верхівку британського чарту, а ще через рік повторила такий успіх у США (щоправда, у США її виконання було приписане лише одному «КС»). Але незабаром Кейсі та Фінч вичерпали свій талант до написання соул-поп пісеньок, які так полюбляли різні радіостанції, що призвело до повного спаду популярності гурту.
Успіх перезаписаного 1991 року твору «That's The Way I Like It» мобілізував музикантів на підготовку матеріалу для чергового альбому, який під назвою «Oh Yeah!» випустила 1993 року на музичний ринок фірма «ZYX».

## Дискографія
- 1974: Do It Good
- 1975: КС & The Sunshine Band
- 1975: The Sound Of Sunshine (як The Sunshine Band)
- 1976: Part Three
- 1977: I Like To Do It
- 1978: Who Do Ya (Love)
- 1979: Do You Wanna Go Party?
- 1980: Greatest Hits
- 1981: Painter
- 1982: All In A Night's Work
- 1989: Their Greatest Hits
- 1990: The Best Of KC & The Sunshine Band. Volume 1
- 1990: The Best Of K.C. & The Sunshine Band. Volume 2
- 1993: Oh Yeah!
- 1994: KC & The Sunshine Band & More
- 1995: Get Down Live!
- 1996: Gold Collection
- 1997: Superstars Of Dance

### KC
- 1981: Space Cadet
- 1984: KC Ten.

## Сингли
| 1973                                       | «Blow Your Whistle»                      | —   | 27 | —  | —  | —  | Do It Good               |
| 1974                                       | «Queen of Clubs»                         | 66  | 25 | —  | —  | 7  | Do It Good               |
| 1974                                       | «Sound Your Funky Horn»                  | —   | 21 | —  | —  | 17 | Do It Good               |
| 1974                                       | «I'm a Pushover»                         | —   | 57 | —  | —  | —  | Do It Good               |
| 1975                                       | «Get Down Tonight»                       | 1   | 1  | 6  | —  | 21 | KC and the Sunshine Band |
| 1975                                       | «That's the Way (I Like It)»             | 1   | 1  | 1  | —  | 4  | KC and the Sunshine Band |
| 1975                                       | «Shotgun Shuffle»                        | 88  | 25 | —  | —  | —  | The Sound of Sunshine    |
| 1975                                       | «I'm So Crazy ('Bout You)»               | —   | —  | —  | —  | 34 | KC and the Sunshine Band |
| 1976                                       | «(Shake, Shake, Shake) Shake Your Booty» | 1   | 1  | 9  | —  | 22 | Part 3                   |
| 1976                                       | «Wrap Your Arms Around Me»               | 48  | 24 | —  | —  | —  | Part 3                   |
| 1976                                       | «I Like to Do It»                        | 37  | 4  | —  | —  | —  | Part 3                   |
| 1977                                       | «I'm Your Boogie Man»                    | 1   | 3  | —  | —  | 41 | Part 3                   |
| 1977                                       | «Keep It Comin' Love»                    | 2   | 1  | —  | 36 | 31 | Part 3                   |
| 1978                                       | «Black Water Gold»                       | —   | —  | 28 | —  | —  | —                        |
| 1978                                       | «Boogie Shoes»                           | 35  | 29 | —  | —  | 34 | Saturday Night Fever     |
| 1978                                       | «It's the Same Old Song»                 | 35  | 30 | —  | —  | 47 | Who Do Ya Love           |
| 1978                                       | «Do You Feel All Right?»                 | 63  | —  | —  | —  | —  | Who Do Ya Love           |
| 1978                                       | «Who Do Ya Love»                         | 68  | —  | —  | —  | —  | Who Do Ya Love           |
| 1979                                       | «Do You Wanna Go Party»                  | 50  | 8  | —  | —  | —  | Do You Wanna Go Party    |
| 1979                                       | «Please Don't Go»                        | 1   | —  | —  | 27 | 3  | Do You Wanna Go Party    |
| 1979                                       | «Que Pasa»                               | —   | —  | —  | —  | —  | Do You Wanna Go Party    |
| 1980                                       | «Yes, I'm Ready» (с Teri DeSario)        | 2   | 20 | —  | 1  | —  | Moonlight Madness'       |
| 1980                                       | «Dancing in the Street» (с Teri DeSario) | 66  | —  | —  | —  | —  | Moonlight Madness'       |
| 1980                                       | «Let's Go Rock and Roll»                 | —   | —  | —  | —  | —  | Greatest Hits            |
| 1980                                       | «Make Me a Star»                         | —   | —  | —  | —  | —  | Space Cadet              |
| 1980                                       | «Space Cadet»                            | —   | —  | —  | —  | —  | Space Cadet              |
| 1981                                       | «Redlight»                               | —   | —  | —  | —  | —  | Space Cadet              |
| 1981                                       | «Love Me»                                | —   | —  | —  | —  | —  | The Painter              |
| 1981                                       | «Something's Happening»                  | —   | —  | —  | —  | —  | The Painter              |
| 1982                                       | «(You Said) You'd Gimmie Some More»      | —   | —  | 9  | —  | 41 | All in a Night's Work    |
| 1982                                       | «Don't Run (Come Back to Me)»            | 103 | —  | —  | 12 | —  | All in a Night's Work    |
| 1983                                       | «Give It Up»                             | 18  | —  | —  | —  | 1  | KC Ten                   |
| 1984                                       | «Are You Ready?»                         | 104 | —  | —  | —  | —  | KC Ten                   |
| 1990                                       | «Game of Love»                           | —   | —  | —  | —  | —  | —                        |
| 1992                                       | «PLease Don't Go '92»                    | —   | —  | —  | —  | —  | Oh Yeah!                 |
| 1993                                       | «Megamix (The Official Bootleg)»         | —   | —  | —  | —  | —  | Oh Yeah!                 |
| 1993                                       | «Will You Love Me in the Morning»        | —   | —  | —  | —  | —  | Oh Yeah!                 |
| 2001                                       | «I'll Be There for You»                  | —   | —  | —  | —  | —  | I'll Be There for You    |
| «—» означає, що пісня не потрапила в чарти |                                          |     |    |    |    |    |                          |